# Porto Firme
Porto Firme is een gemeente in de Braziliaanse deelstaat Minas Gerais. De gemeente telt 10.989 inwoners (schatting 2009).

## Aangrenzende gemeenten
De gemeente grenst aan Guaraciaba, Paula Cândido, Piranga, Presidente Bernardes en Viçosa.

## Verkeer en vervoer
De plaats ligt aan de wegen BR-356, BR-482, MG-124 en MG-445.